# Oblivion EP
Oblivion EP är den andra officiella EP:n med det amerikanska progressiv metal-bandet Mastodon, utgiven 26 oktober 2009 av skivbolaget Reprise Records. EP:n finns endast i digitalt format. En version av EP:n innehåller fyra spår, varav tre spår är inspelade live vid XFM Radio i London, Storbritannien. En annan version innehåller också två musikvideor. En singel-version med "Oblivion" och en instrumental-version av samma låt utgavs 9 mars 2009.

## Låtlista
1. "Oblivion" – 5:46
2. "Divinations" (live vid XFM) – 3:21
3. "The Bit" (live vid XFM, Melvins-cover) – 4:55
4. "Colony of Birchmen" (live vid XFM) – 3:59

Musikvideor på special-utgåvan
1. "Oblivion" – 5:11
2. "Divinations" – 3:49

Text & musik: Mastodon (spår 1, 2, 4)

## Medverkande
Musiker (Mastodon-medlemmar)
- Troy Sanders – sång, basgitarr, keyboard
- Bill Kelliher – gitarr, bakgrundssång
- Brann Dailor – trummor, sång
- Brent Hinds – gitarr, sång

Produktion
- Brendan O'Brien – producent, ljudmix
- Billy Bowers – ljudtekniker
- Bob Ludwig – mastering